# Великое (озеро, Тверская область)
Вели́кое о́зеро — озеро на юго-востоке Тверской области, в 50 километрах к северо-востоку от Твери. Бо́льшая часть озера находится в Рамешковском районе, лишь на самом юге к берегу выходит граница Калининского района. Принадлежит бассейну Волги. Площадь — 32 км², длина — 11,7 км, ширина до 5,4 км, максимальная глубина 3,5 метра, средняя 2,7 метра. Высота над уровнем моря — 139 метров, длина береговой линии 30,1 километра. Озеро по происхождению реликтовое, оно является остатком крупного приледникового озера.

## Описание
Великое озеро — самое крупное из системы Оршинско-Петровских озёр, расположенных посреди самого большого в Тверской области болота Оршинский Мох, является частью государственного природного заказника. Озеро имеет овальную, вытянутую с севера на юг форму. Твёрдый берег отсутствует, озеро окружено болотом, лишь на западе, в двух километрах от Великого между Глубоким и Белым озёрами находится небольшой остров с твёрдой почвой, на котором находятся населённые пункты Заречье, Остров и Петровское. По краям озеро сильно заросло камышом и кустарниками.
Великое озеро соединено протоками с расположенными западнее Белым и Глубоким озёрами, течение в протоках практически отсутствует. В северную часть Великого озера впадает речка Борозда из находящегося к северо-востоку озера Лука, а в южную часть — небольшие протоки из Щучьего и Кобылинского озёр. Из юго-восточной части озера вытекает река Созь, левый приток Волги, через которую преимущественно идёт сток всей системы Оршинско-Петровских озёр.
Летом озеро доступно лишь по воде, зимой по зимникам от села Сутоки (8 километров к северу от озера), от посёлка Орша (около 30 км от озера), от села Быково (около 10 км от озера), также зимой встречаются снегоходные колеи и с других направлений. Озеро богато рыбой, а болота вокруг Великого озера — ягодами, в особенности клюквой. 
Озеро пользуется популярностью у любителей рыбной ловли. К озеру с целью рыбалки и туризма можно добраться, поднявшись по реке Сози, лодку можно арендовать в Спасе-на-Сози или на болотоходе из посёлка Орша, который тоже можно нанять в посёлке.